# Dodo & The Dodos
 For alternative betydninger, se The Dodos (flertydig). (Se også artikler, som begynder med The Dodos)
Dodo & The Dodos er et dansk poprockband, som blev dannet i 1986 og hittede i dansk radio i 1980'erne med bl.a. velkendte sange som "Vågner i natten", "Sømand af verden", "Vi gør det vi ka' li", "Lev livet nu" og "Pigen med det røde hår". "Lev livet nu" blev brugt af TV2 sporten under dækningen af Sommer-OL 1992. Dodo & The Dodos har i alt solgt over 800.000 albums. Bandets musik er blevet beskrevet som "radiovenlig pop med arrangementer, der kunne danses til, og omkvæd, som alle kunne blive grebet i at synge med på" af musikanmelder Peter Schollert fra Jyllands-Posten.
Forsangerinden Dodo Gad indspillede også den legendariske fodboldslagsang "Re-sepp-ten" til VM i fodbold 1986 med fodboldlandsholdet, hvor Steen Christiansen (keyboards, guitar) var programmør og studiemusiker og Anders Valbro (guitar) og Jens Rud (vokal) studieteknikere. 12 år senere indspillede Dodo Gad atter en sang til en slutrunde ("Vi vil ha' sejren i land"), som ikke blev en lige så stor succes, men dog er blevet en klassiker.[kilde mangler]
Dodo & The Dodos udgav i perioden 1987–1992 seks studiealbum (herunder ét engelsksproget). Bandet er stadigvæk et populært live-band, og det spiller ofte ved festivaler og udendørs koncerter rundt om i Danmark.[kilde mangler]
Dodo & The Dodos komponerede i 2009 landsstævnesangen Ren fysik & kærlighed til L2009, som blev afholdt i Holbæk.[kilde mangler]
I august 2007 vandt Dodo & The Dodos en retssag mod deres tidligere pladeselskab Sony BMG, der betød at selskabet ikke måtte sælge bandets musik til digital downloading på internettet. Sagen startede da Sony BMG i 2002 sendte et brev til ca. 400 af deres artister om, at de ville begynde at distribuere deres musik digitalt. Dodo & The Dodos mente ikke, at Sony BMG havde ret til at udgive deres musik digitalt, da den kontrakt bandet i sin tid indgik med pladeselskabet kun nævnte udgivelse på CD og LP. Dodo & The Dodos udgav i 2015 albummet Upgrade på deres eget selskab Pink River Music. Albummet er genindspilninger af tidligere udgivne sange, heriblandt "Giv mig hvad du har" og "Vågner i natten". Det er første gang at gruppens musik er blevet tilgængelig digitalt.

## Medlemmer
- Dodo Gad – vokal, kor
- Jens Rud – vokal, kor, guitar
- Lars Thorup – trommer, percussion
- Anders Valbro – guitar
- Steen Christiansen – guitar, kor keyboards (1986-2019)

## Diskografi

### Studiealbum
- 1987 – Dodo and the Dodo's
- 1988 – Dodo and the Dodo's 2
- 1989 – Dodo and the Dodo's (engelsksproget album)
- 1990 – Dodo and the Dodo's 3
- 1992 – Dodo and the Dodo's 4
- 1998 – Dodo & the Dodo's 5
- 2008 – Dodo & the Dodo's 6
- 2015 – Upgrade

### Remixalbum
- 1991 – Greatest Dance-Mixes

### Opsamlingsalbum
- 1995 - Største hits
- 2006 - Hits
- 2009 - Live vol. 1